# Notiophilus geminatus
Notiophilus geminatus – gatunek chrząszcza z rodziny biegaczowatych i podrodziny leszowych. Zamieszkuje południe Europy i zachód Afryki Północnej.
Gatunek ten opisał w 1831 roku Pierre F.M.A. Dejean.
Chrząszcz o ciele długości od 5,5 do 6,5 mm. Ubarwienie wierzchu ciała jest metalicznie mosiężne, często z połyskiem zielonkawym na pokrywach i zawsze bez żółtawego rozjaśnienia na wierzchołkach pokryw. Głowa jest nieco szersza niż przedplecze. Na powierzchni nadustka występują co najwyżej bardzo płytkie zmarszczki, brak na nim żłobków i żeberek. Pokrywy są u szczytu wspólnie zaokrąglone, w związku z czym ich kąty wierzchołkowe są ostre. Międzyrzędy pokryw są płaskie, a rzędy stosunkowo drobno punktowane i wyraźnie od nich węższe. Czwarty i szósty międzyrząd nie są wgłębione. Zewnętrzne międzyrzędy są pokryte ziarnistą mikrorzeźbą (szagrynowaniem) i wskutek tego kontrastują z mającym lustrzany połysk międzyrzędem drugim, który to jest szerszy niż międzyrzędy od trzeciego do piątego razem wzięte. Rządek przytarczkowy jest podwojony. Piąty międzyrząd na przedzie nie jest tak mocno zwężony jak u N. substriatus. Odnóża są czarne z jasnobrązowymi goleniami, a w przypadku przedniej pary także jasnobrązowymi szczytami ud.
Owad palearktyczny, śródziemnomorski, znany z Hiszpanii, Francji, Włoch, Macedonii Północnej, Grecji, Madery, Wysp Kanaryjskich, Maroka i Algierii.